# Хресна дорога

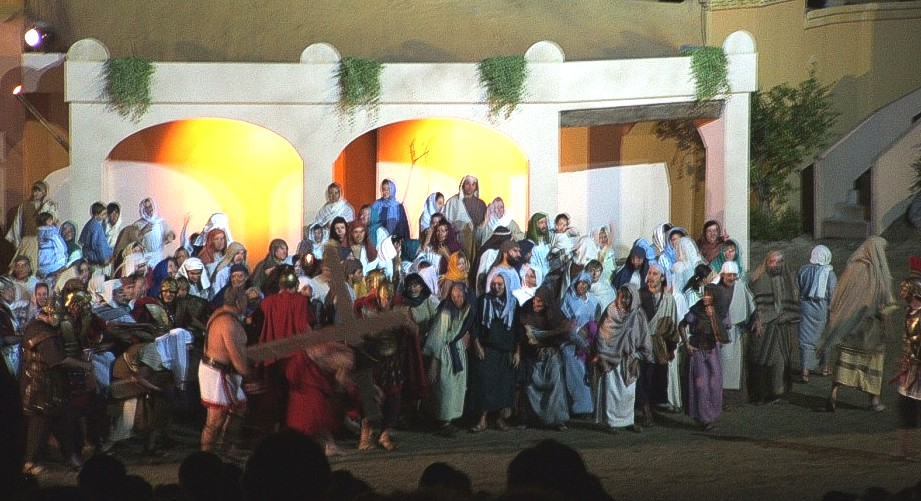
Хресна дорога в священних поданнях Страсті Христові в Б'єлла.

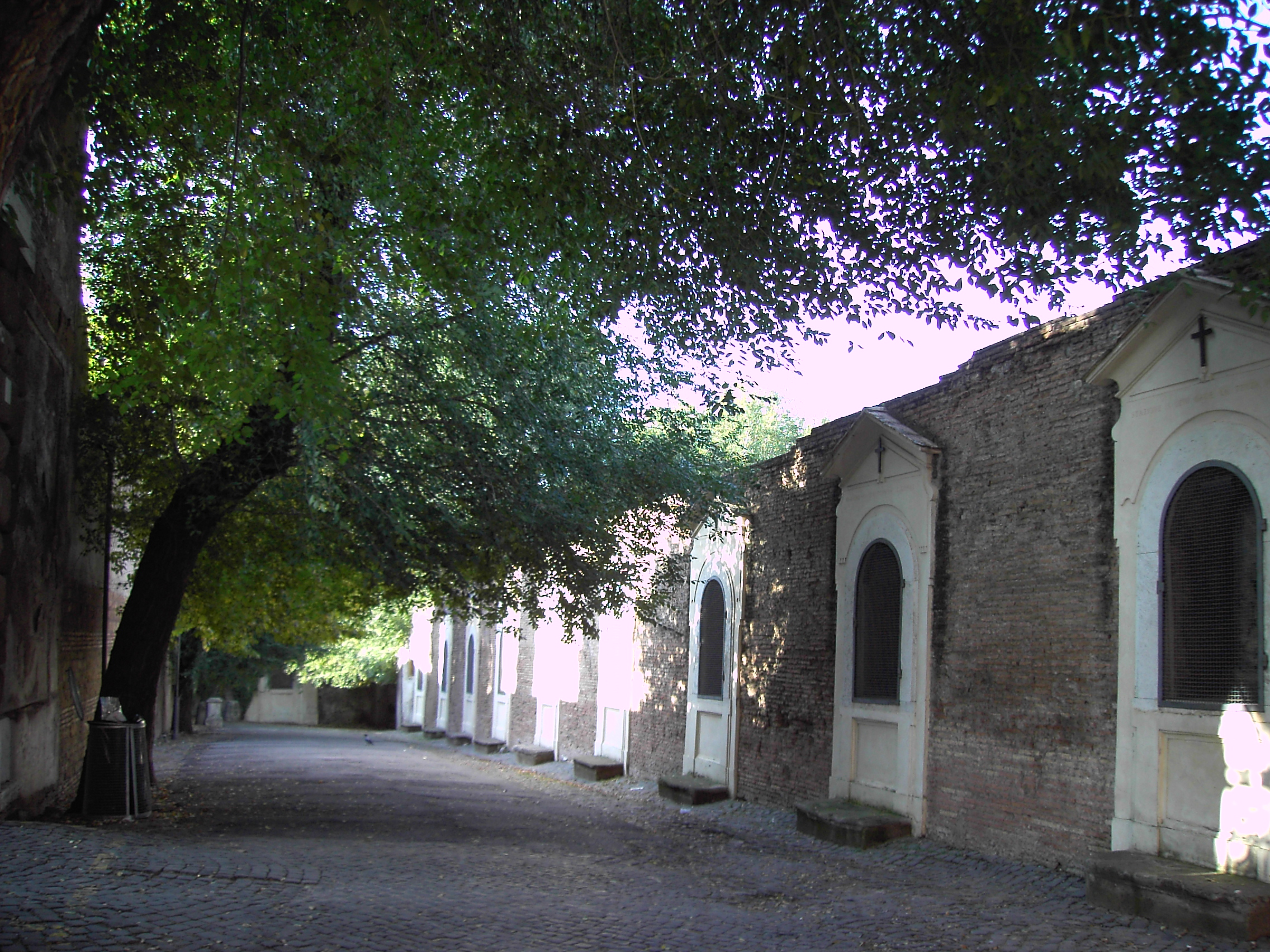
Стації Хреста в Санкт Бонавентура в Палатино, (Рим).

Хре́сна доро́га, або Хре́сний шлях (лат. Via della Croce, також називається лат. Via Dolorosa) — католицький великопісний п'ятничний молебень на вшанування Страстей Господніх. Складається з 14 молитовних циклів (стацій), в кожному з яких згадується та чи інша мука Христа. Особливе значення має Хресна дорога у Страсну п'ятницю, зокрема, обряд, який щорічно проводиться Ватиканом у Колізеї.
У переносному значенні «Хресна дорога» — дорога страждань, життя, повне стійко перенесених лих. Часто можна почути вислів «Кожний свій хрест несе» — натякаючи на той важкий хрест, що його ніс Христос на Голгофу.

## Історія
Звичай влаштовування Хресної дороги виник десь у XV ст. серед францисканців і ввійшов у загальний вжиток католицької Церкви в XVIII ст., коли папи дозволили влаштовувати його всім церквам. Проте право проведення Хресної дороги довший час залишалось прерогативою францисканців, і лише за їхньої відсутності в даній місцевості єпископ міг делегувати на проведення обряду Хресної дороги іншого священника. Обряд Хресної дороги полягає в тому, що особа, чи церковний похід спиняється перед кожним із 14 образів і відчитує певні молитви, отримуючи таким чином великі відпущення гріхів (індульгенції), рівні тим, які одержують, відвідуючи святі місця в Палестині. Цей обряд відбувається звичайно під час Великого Посту по п'ятницях у вечірній час.
2022 року папа Франциск запропонував, щоби під час Хресної дороги у Колізеї хрест на 13-й стації тримали одночасно українка та росіянка. Причиною такої ініціативи стало загострення Російсько-української війни. Пропозиція папи викликала заперечення з боку української громадськості з огляду на те, що їй передувала Бучанська різанина. Прохання скасувати акцію висловили посол України у Ватикані Андрій Юраш, очільник Української греко-католицької церкви архієпископ Святослав, римо-католицький єпископ Віталій Кривицький.

## Богослужіння

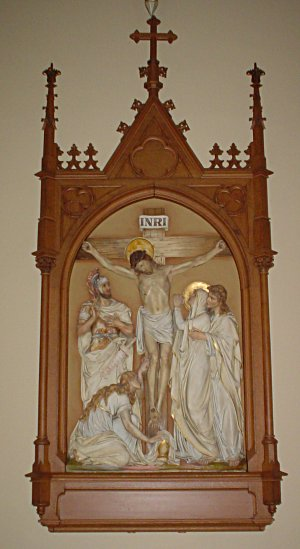
XII Стація — Ісус вмирає на хресті. Ця стація знаходиться в Святому Кафедральному соборі Рафаеля Дабек, Айова.

Богослужіння складається з 14 стацій (подій), що являють собою різні моменти Страстей Христа, а також вступу і висновку.
Традиційно на стінах католицьких храмів поміщаються по периметру чотирнадцять картин або скульптурних композицій, відповідних чотирнадцяти стаціям Хресного шляху. Таким чином, ті, що моляться під час богослужіння обходять весь храм.
Починає священник Богослужіння із слів:

«Ісусе, Спасителю наш, дай нам ласку, щоб ми цю Хресну Дорогу відбули на Твою Славу і на користь наших душ.»
Кожна стація складається з таких елементів:
- Проголошених назви стації.
- Далі промовляючи: «† Слава страстям Твоїм, слава довготерпінню Твоєму, Господи!».
- Читання роздумів. Роздум являє собою текст довільної форми, що спонукає учасників богослужіння глибше замислитися над тим чи іншим моментом Страстей Господніх.
- Молитви: «Отче наш…», «Богородице Діво…», «О Маріє, тебе прошу, Хай Ісуса рани ношу

У своїм серці і душі».

- «† Претерпілий за нас страсти, Ісусе Христе, Сине Божий, помилуй нас.»
- Процесія до наступної стації.

Дорога Хресна, — дорога болю, — до неї збіглись наші шляхи,
щоб на Голготі поруч з любов'ю на Хрест підняти свої гріхи!
Ісусе наш, важкі твої муки! — не допусти з тобою розлуки.

### Стації Хресної Дороги та роздуми над ними
| А вони ще сильніше кричали: Розіпни Його!… Пилат же хотів догодити народові, і відпустив їм Вараву. І видав Ісуса, збичувавши, щоб розп'ятий був. (Мр. 15:14–15). |
| |

| І коли назнущалися з Нього, зняли з Нього багряницю, і наділи на Нього одежу Його. І Його повели, щоб розп'ясти Його. (Мр. 15:20). |
| |

| Направду ж Він немочі наші узяв і наші болі поніс, а ми уважали Його за пораненого, ніби Бог Його вдарив поразами й мучив… А Він був ранений за наші гріхи, за наші провини Він мучений був, кара на Ньому була за наш мир, Його ж ранами нас уздоровлено! Усі ми блудили, немов ті овечки, розпорошились кожен на власну дорогу, і на Нього Господь поклав гріх усіх нас! (Іс. 53:4–6). |
| |

| А Семен їх поблагословив та й прорік до Марії, Його матері: Ось призначений Цей багатьом на падіння й уставання в Ізраїлі, і на знак сперечання, і меч душу прошиє самій же тобі… А мати Його зберігала оці всі слова в своїм серці. (Лк. 2:34–35, 51). |
| |

| І одного перехожого, що з поля вертався, Симона Кірінеянина, батька Олександра та Руфа, змусили, щоб хреста Йому ніс. І Його привели на місце Голгофу, що значить Череповище. (Мр. 15:21–22). |
| |

| … не мав Він принади й не мав пишноти; і ми Його бачили, та краси не було, щоб Його пожадати! Він погорджений був, Його люди покинули, страдник, знайомий з хоробами, і від Якого обличчя ховали, погорджений, і ми не цінували Його… (Іс. 53:2–3). |
| |

| Я той муж, який бачив біду від жезла Його гніву, Він провадив мене й допровадив до темряви, а не до світла… Камінням обтесаним обгородив Він дороги мої, повикривлював стежки мої… І стер мені зуби жорствою, до попелу кинув мене. (Пл. Єр. 3:1–2,9,16). |
| |

| А Ісус обернувся до них та й промовив: Дочки єрусалимські, не ридайте за Мною, за собою ридайте й за дітьми своїми! (Лк. 23:28). |
| |

| Усі ми блудили, немов ті овечки, розпорошились кожен на власну дорогу, і на Нього Господь поклав гріх усіх нас! (Іс. 53:6). |
| |

| Його розп'яли, і поділили одежу Його, кинувши жереб про неї, хто що візьме. (Мр. 15:24). |
|                                                                                          |

| Була ж третя година, як Його розп'яли. І був написаний напис провини Його: Цар Юдейський. Тоді розп'ято з Ним двох розбійників, одного праворуч, і одного ліворуч Його. (Мр. 15:25–27). |
| |

| А як шоста година настала, то аж до години дев'ятої темрява стала по цілій землі. О годині ж дев'ятій Ісус скрикнув голосом гучним та й вимовив: Елої, Елої, лама савахтані, що в перекладі значить: Боже Мій, Боже Мій, нащо Мене Ти покинув? А Ісус скрикнув голосом гучним, і духа віддав!… А сотник, що насупроти Нього стояв, як побачив, що Він отак духа віддав, то промовив: Чоловік Цей був справді Син Божий! (Мр. 15:33–34, 37, 39). |
| |

| А коли настав вечір, через те, що було Приготовлення, цебто перед суботою, прийшов Йосип із Ариматеї, радник поважний, що сам сподівавсь Царства Божого, і сміливо ввійшов до Пилата, і просив тіла Ісусового. А Йосип купив плащаницю, і, знявши Його, обгорнув плащаницею, та й поклав Його в гробі, що в скелі був висічений. (Мр. 15:42–43, 46). |
| |

| А Йосип купив плащаницю, і, знявши Його, обгорнув плащаницею, та й поклав Його в гробі, що в скелі був висічений. І каменя привалив до могильних дверей. Марія ж Магдалина й Марія, мати Йосієва, дивилися, де ховали Його. (Мр. 15:46-47). |
| |

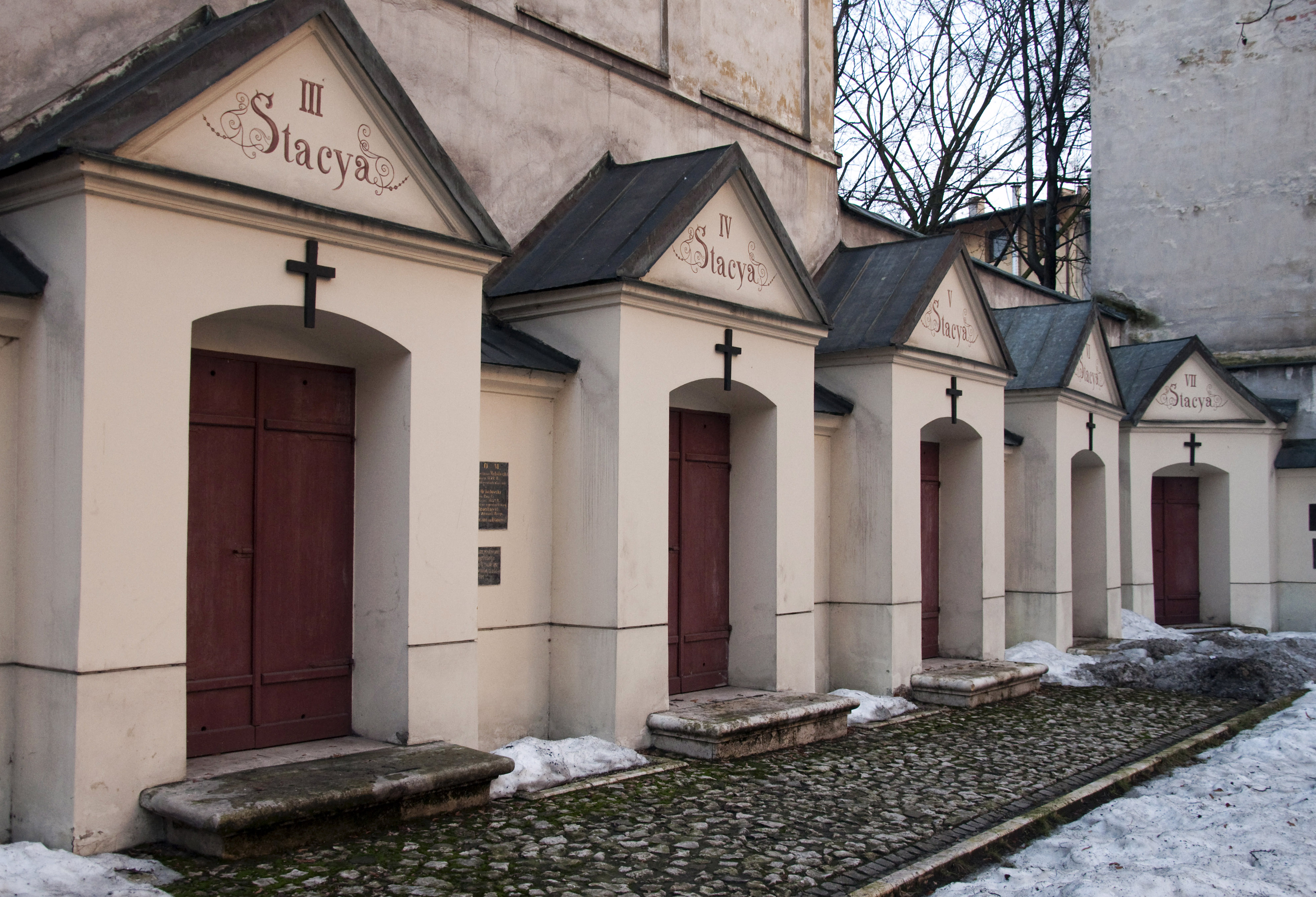
Стації в Church of St. Casimir the Prince
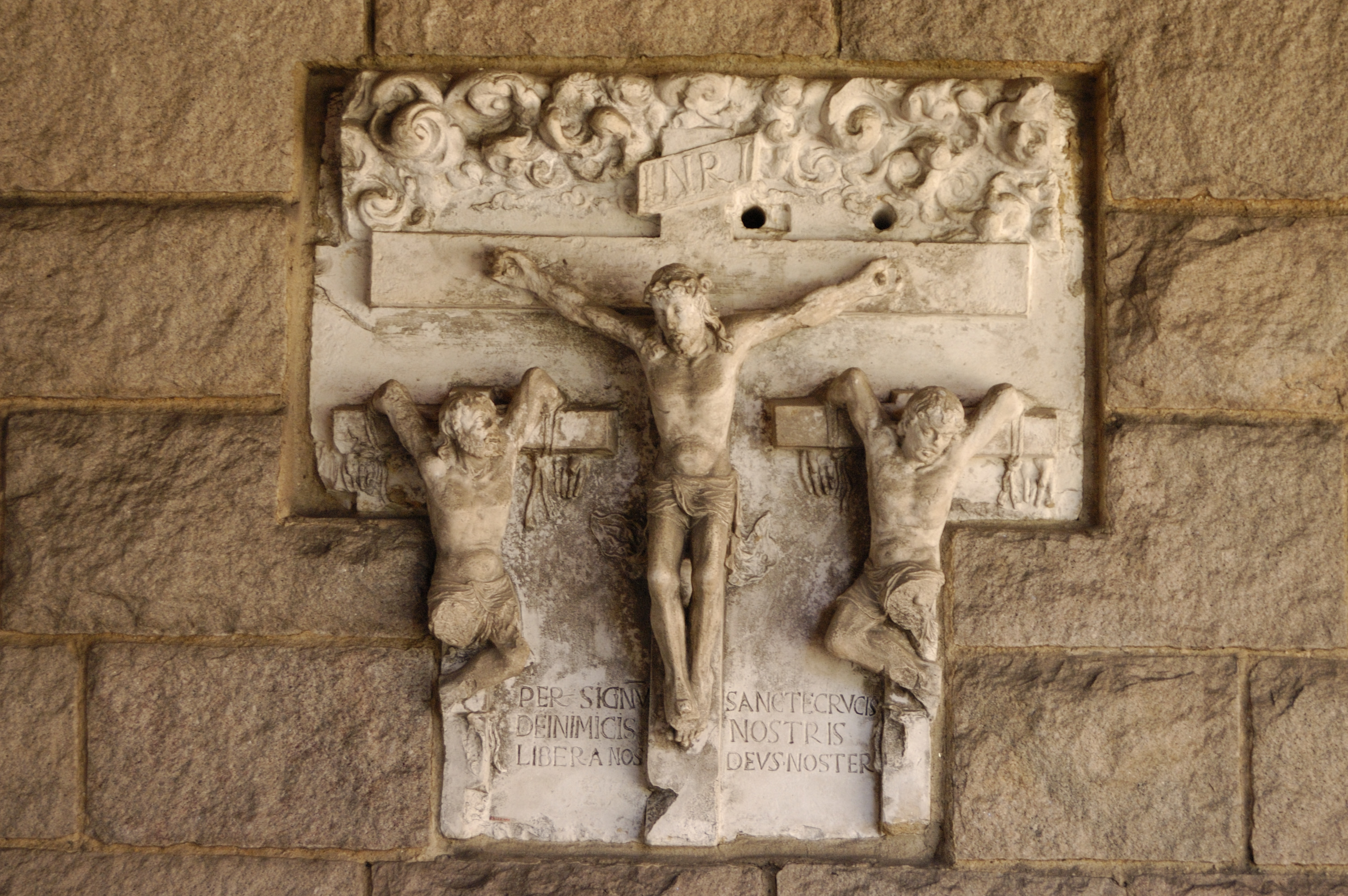
Монастирі в New York City.
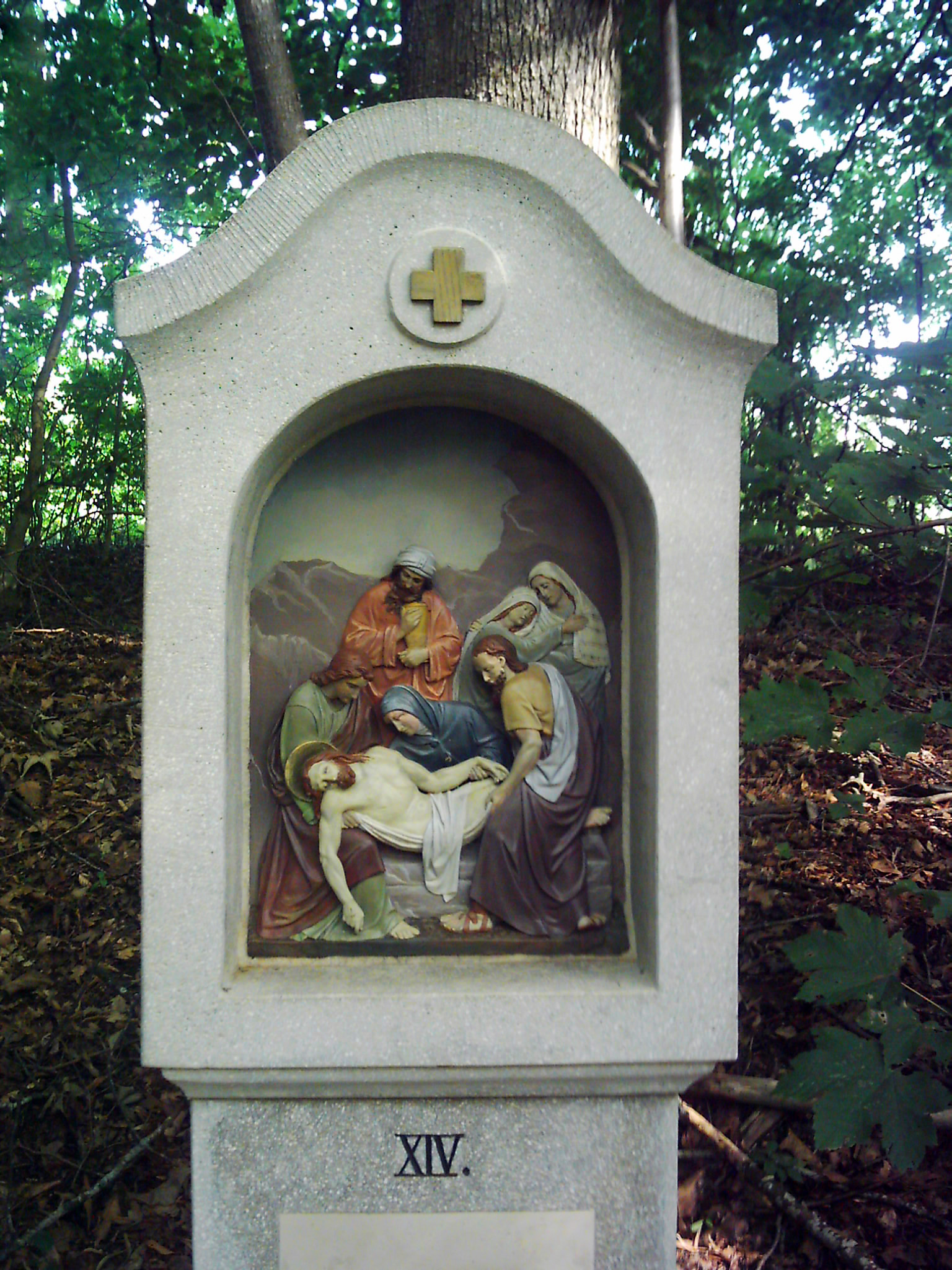
Стації в Верхня Швабія, Німеччина
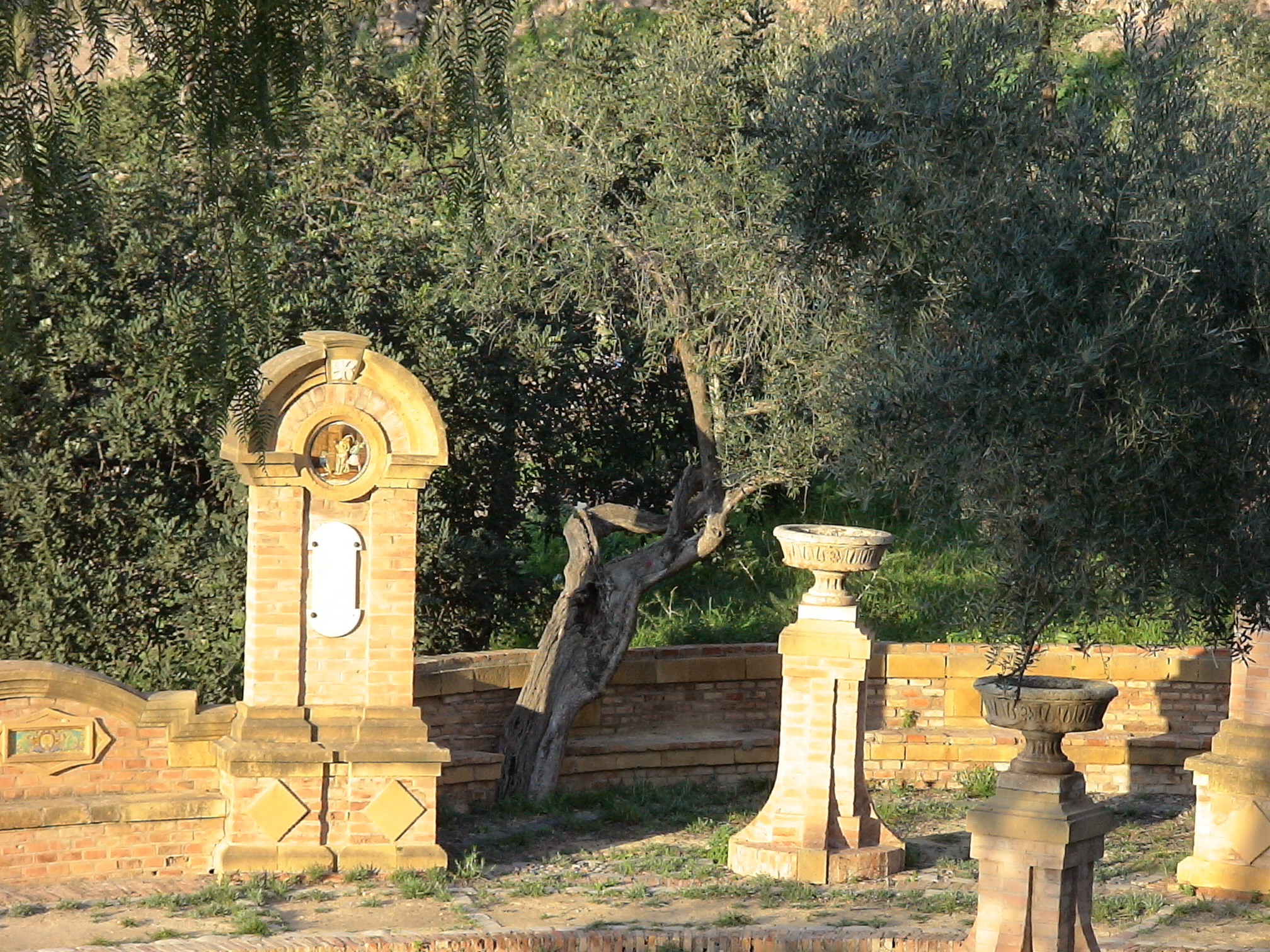
Стації в Fuensanta Sanctuary, Мурсія, Іспанія
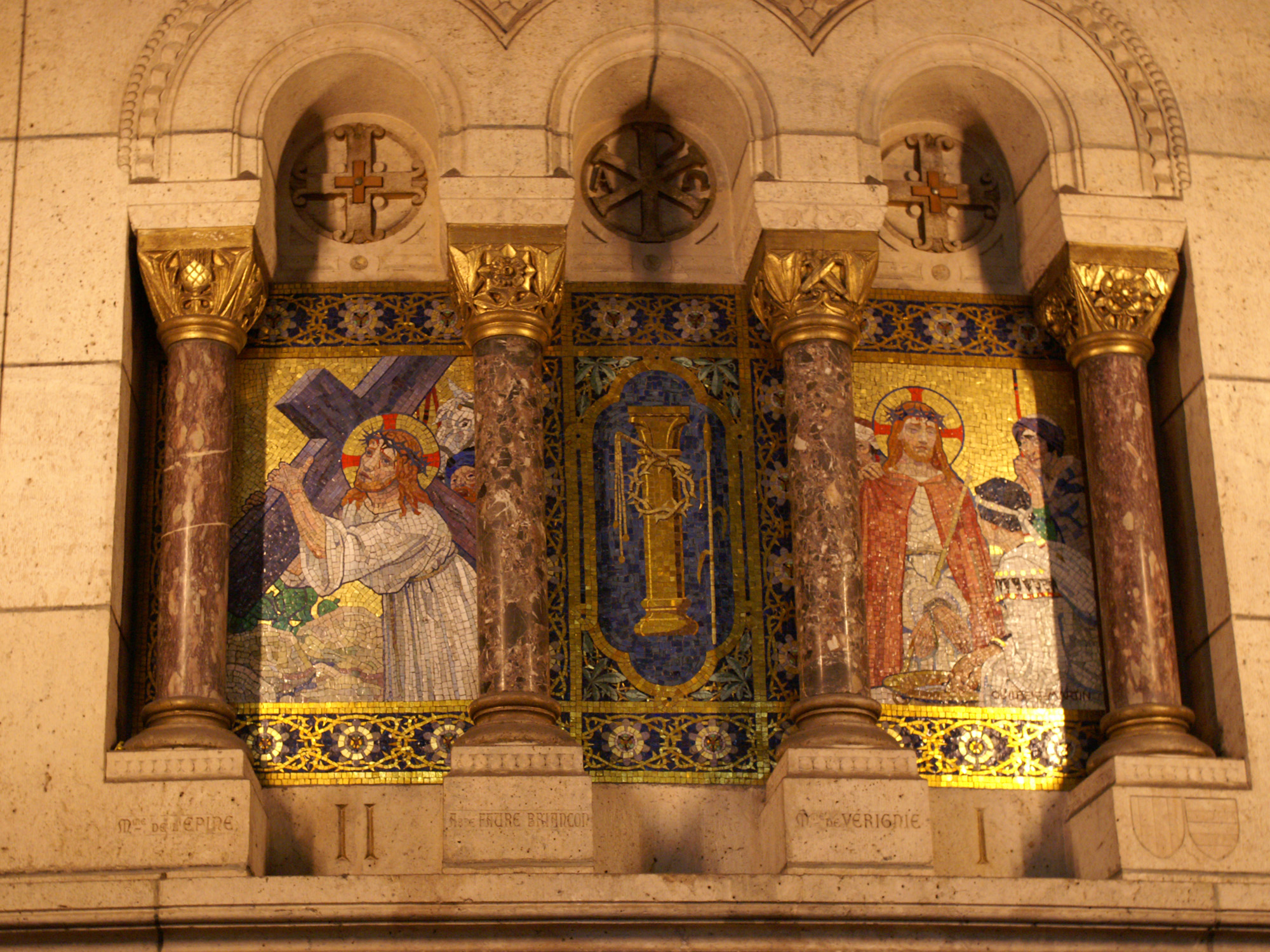
Зроблені в 19-му столітті стації I та II, Sacré-Coeur Париж
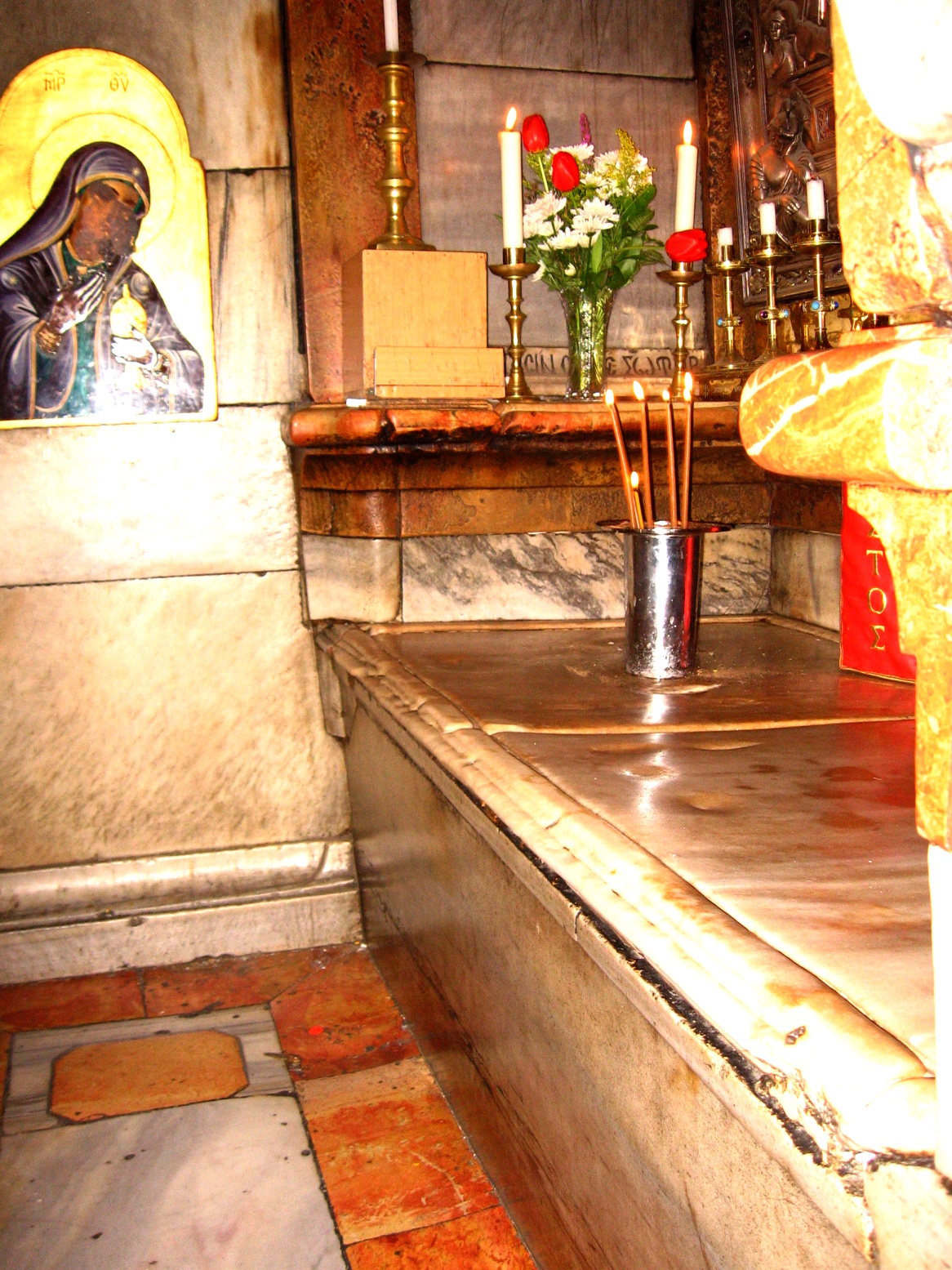
Гробниця Ісуса
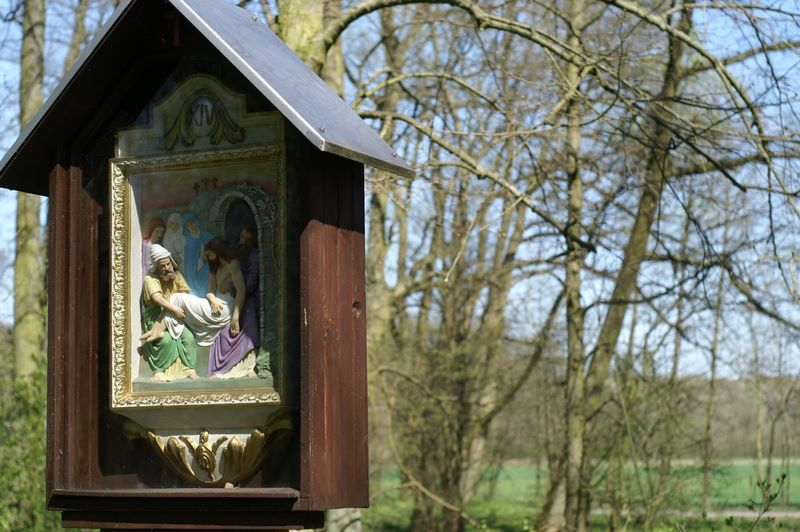
14-та Стація Францисканського монастиря в Возьникі, Польща

## Традиції

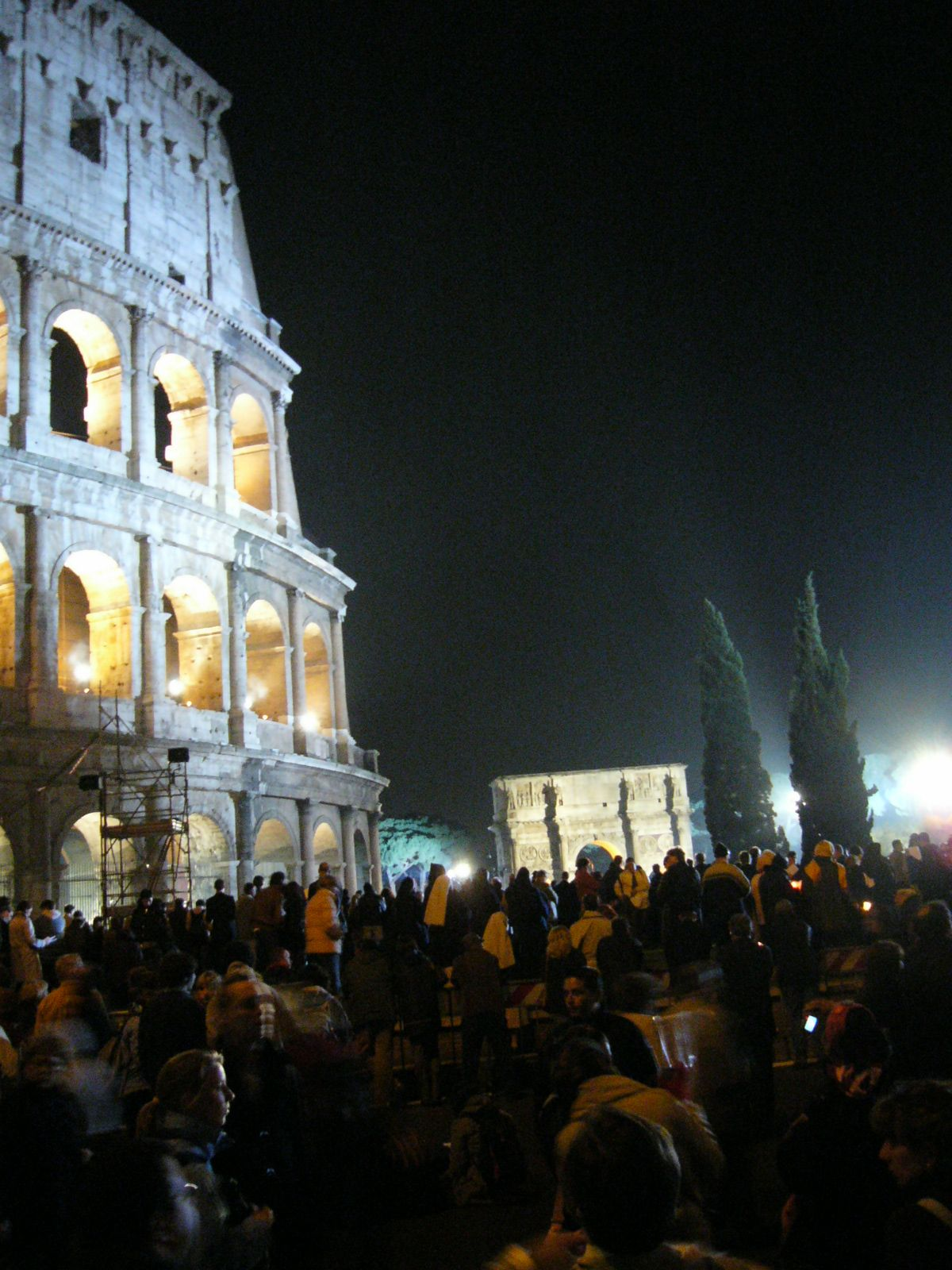
Хресна дорога в Римі, 2007 р.

Богослужіння Хресної дороги проводяться під час Великого посту, особливо по п'ятницях. Обов'язково проводиться Хресна дорога у Велику п'ятницю — день розп'яття і смерті Христа.
У багатьох католицьких країнах, де є монастирі або шановані храми, що розташовані в горах або віддалених місцях, уздовж дороги, що веде до святині, встановлюються скульптурні або живописні зображення стацій Хресної дороги. Богослужіння хресного шляху, таким чином, може бути поєднане з паломництвом.
В Єрусалимі в Страсну П'ятницю проводиться богослужіння Хресної дороги на вулицях міста уздовж ймовірної дороги, якою вели Ісуса Христа на Голгофу, так званої Віа Долороза.